# Korytko brzeczkowe

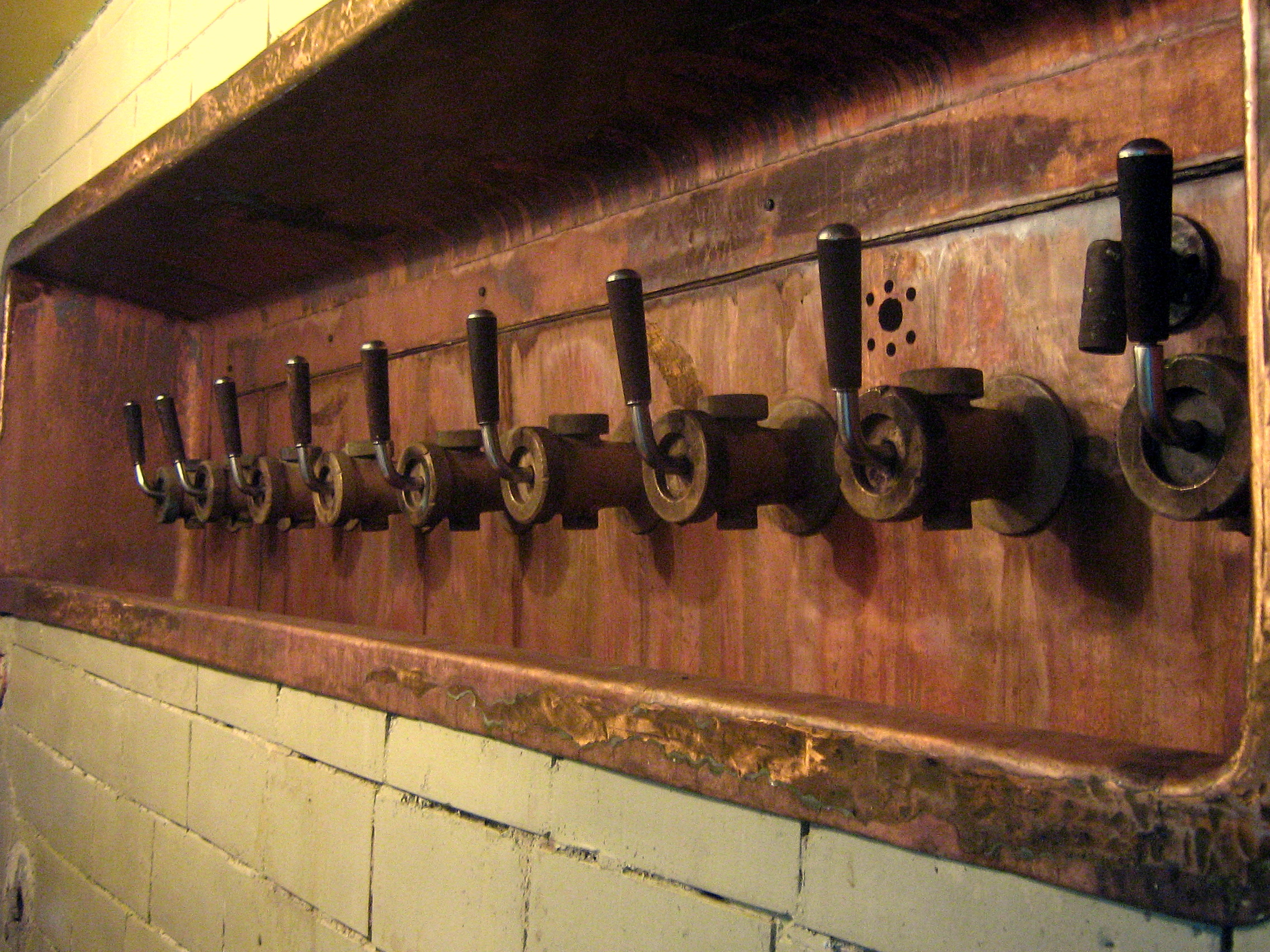
Korytko brzeczkowe w Lwówku Śląskim

Korytko brzeczkowe – w tradycyjnych warzelniach rodzaj rynny, do której z umocowanych powyżej kraników spływa przefiltrowana brzeczka. Korytko brzeczkowe połączone jest z kadzią filtracyjną, w której zacier słodowy poddawany jest filtracji i oddzieleniu młóta. Efektem filtracji jest brzeczka, której klarowność sprawdzana jest za pomocą korytka brzeczkowego.

## Nazwa

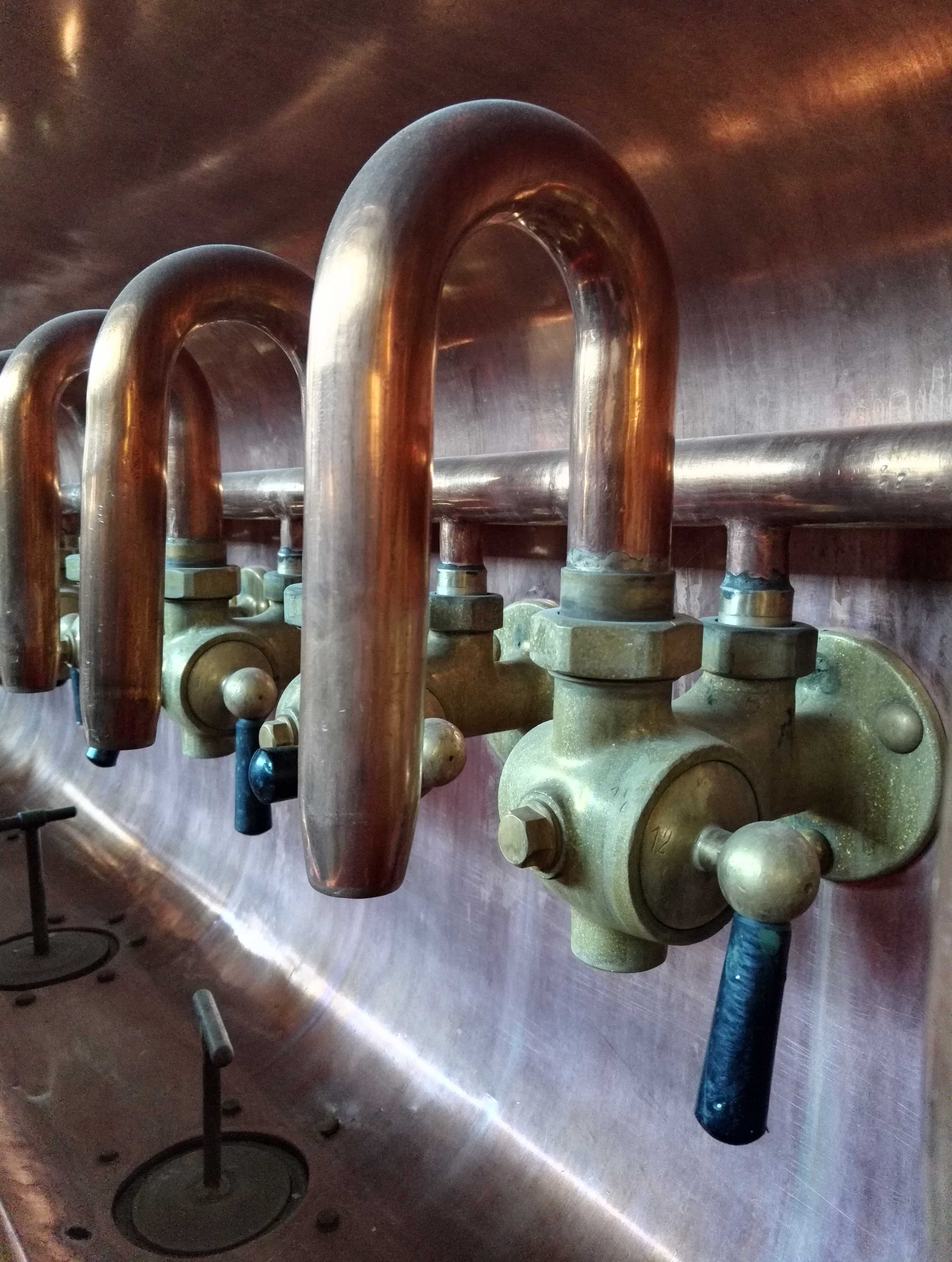
Korytko brzeczkowe, browar Lech w Poznaniu

Literatura piwowarska nie jest zgodna co do nazwy tej części warzelni. Obok określenia korytko brzeczkowe (np. u Malcewa i Kiriczka) pojawia się również korytko Granda lub Granta (np. u Lintnera, Dylkowskiego, Kosiora, Pazery). Takie określenie ma źródłosłów niemiecki, gdyż występuje powszechnie w piwowarskiej literaturze niemieckiej aż do początków XX w. Najczęściej pisane jest przez „d”, choć im starszy zapis tym częściej występuje „t” lub „dt”. Czasami pojawia się Biergrand. Grand/Grant oznaczał w jęz. austriacko-bawarskim pojemnik na płyny. W piwowarstwie tak oznaczało się pojemnik na brzeczkę. Słowo to miało jeszcze drugie znaczenie: coś grubo zmielonego, breja z klumpami lub gruby żwir, gryz. Prawdopodobnie to znaczenie było pierwotne dla pojemnika.